# Урсад (Бихор)
Урсад (рум. Ursad) насеље је у Румунији у округу Бихор у општини Шоими. Oпштина се налази на надморској висини од 153 m.

## Становништво
Према подацима из 2002. године у насељу је живело 208 становника, од којих су сви румунске националности.